# Verwaltungsgemeinschaft Hettstedt

Ligging van de verwaltungsgemeinschaft Hettstedt

In de voormalige Verwaltungsgemeinschaft Hettstedt, gelegen in de Landkreis Mansfeld-Südharz in Duitsland, werkten drie gemeenten gezamenlijk aan de afwikkeling van hun gemeentelijke taken. De verwaltungsgemeinschaft ontstond in 1994. Na de annexatie van Ritterode en Walbeck in de gemeente Hettstedt op 1 september 2010 werd de verwaltungsgemeinschaft opgeheven.

## Deelnemende gemeenten
- Hettstedt, stad
- Ritterode
- Walbeck